# Antoine de La Rochefoucauld
Antoine de La Rochefoucauld (1471-30 de marzo de 1537), señor de Barbezieux, fue un noble y militar francés. Desempeñó, entre otros cargos, el de teniente general, gran almirante y gobernador de París.

## Biografía
Era el segundo hijo de Francisco I de la Casa de La Rochefoucauld, que se convirtió en conde de La Rochefoucauld en 1515, y Louise de Crussol. Su hermano mayor, Francisco II, era conde de La Rochefoucauld y príncipe de Marsillac. Por su línea familiar era señor de Barbezieux, Ravel, mientras que los demás señoríos de su familia, Meillant, Linières y Vendœuvres, fueron a parar a Francisco.
Tuvo el inicio de su carrera militar como parte de los cien caballeros reales en la corte de Carlos VIII en 1485. Fue admitido en la Orden de Saint-Michel y fue capitán de cincuenta gendarmes. Tuvo algún éxito, comandando Marsella durante el fallido sitio por parte del emperador Carlos V en 1524, aunque en la consiguiente batalla de Pavía formó parte de la espectacular derrota francesa y fue hecho prisionero junto con el rey Francisco I. Fue liberado en 1526.
En 1528, durante la guerra de la Liga de Cognac, mantuvo una rivalidad política con el gran almirante a sueldo de Francia, Andrea Doria. Francisco favoreció a Antoine por su condición de francés y le entregó el mando de su flota, lo que ocasionó que Doria desertara a las fuerzas del emperador. Doria inmediatamente atacó las posiciones francesas, obligando a Antoine a huir. En los próximos años, Antoine fue nombrado gobernador de Isla de Francia y poco después de París. Murió en 1537.